# 40210 Peixinho
40210 Peixinho è un asteroide della fascia principale. Scoperto nel 1998, presenta un'orbita caratterizzata da un semiasse maggiore pari a 3,0418663 au e da un'eccentricità di 0,1343673, inclinata di 9,12565° rispetto all'eclittica.